# Mnohomanželnost
Mnohomanželná rostlina (neboli rostlina polygamní či polygamická) je rostlina, u které se vyskytují jednopohlavné i oboupohlavné květy u stejného druhu rostliny na jednom nebo více jedincích. Většina rostlin je jednodomých, to znamená, že se na stejné rostlině vyskytují samčí i samičí květy nebo jsou všechny květy oboupohlavné. Některé rostliny jsou dvoudomé, to znamená, že existují samičí jedinci s výhradně samičími květy a samčí jedinci s výhradně samčími květy. Mnohomanželnost jsou stavy mezi těmito běžnými případy a je jich více kombinací:
- trimonoecie: na jedné rostlině jsou květy samčí, samičí i oboupohlavné, např. šťovík tupolistý (Rumex obtusifolius);
- gynomonoecie (samičí jednodomost): na jedné rostlině jsou samičí a oboupohlavné květy; samčí květy chybí; v úborech některých hvězdnicovitých, např. sedmikráska chudobka (Bellis perennis);[1]
- andromonoecie (samčí jednodomost): na jedné rostlině jsou samčí a oboupohlavné květy; samičí květy chybí, např. kýchavice, jarmanka, hadí kořen větší (Bistorta major);[2]
- gynodiecie (samičí dvoudomost): existují rostliny se samičími květy a jedinci s oboupohlavnými květy; chybí rostliny se samčími květy, jde o potlačení samčího pohlaví v květech; např. dobromysl, majoránka, mateřídouška, popenec, některé šalvěje, chrastavec rolní (Knautia arvensis);[1]
- androdiecie (samčí dvoudomost): existují rostliny se samčími květy a jedinci s oboupohlavnými květy; chybí rostliny se samičími květy, jde o potlačení samičího pohlaví v květech; např. koniklec jarní (Pulsatilla vernalis);[2]
- triecie (trojdomost): existují jedinci s oboupohlavnými květy, jedinci samičí a jedinci samčí;
- polygamodiecie: existují jednak samčí rostliny, které mají i oboupohlavné květy, jednak samičí rostliny, které mají i oboupohlavné květy.